# Malek-Aschtar-Universität der Technologie

Logo der Malek-Aschtar-Universität der Technologie

Die Malek-Aschtar-Universität der Technologie (MUT; persisch دانشگاه صنعتی مالک اشتر) ist eine iranische Universität, die 1986 gegründet wurde. Ihr Hauptsitz liegt in Schahinschahr, einer am Reißbrett entworfenen Satellitenstadt, 15 km nördlich von Isfahan.
Die MUT ist seit 1999 in sieben Fakultäten gegliedert. An der Universität forschte unter anderem der Kernphysiker Schahram Amiri, der am iranischen Atomprogramm beteiligt gewesen sein soll und im Juni 2009 auf einer Pilgerreise in Saudi-Arabien unter bislang ungeklärten Umständen verschwand.